# Cicerbita
Cicerbita là một chi thực vật có hoa trong họ Cúc (Asteraceae).

## Loài
Chi Cicerbita gồm các loài: